# Szermierka na Letnich Igrzyskach Olimpijskich 1904 – walka na kije indywidualnie mężczyzn
Walka na kije indywidualnie mężczyzn była jedną z konkurencji szermierczych na Letnich Igrzyskach Olimpijskich 1904. Zawody odbyły się 8 września. W zawodach uczestniczyło trzech zawodników z dwóch państw.

## Wyniki

### Finał
| Finał |                       |    |
| 1     | Albertson Van Zo Post | 11 |
| 2     | William O’Connor      | 8  |
| 3     | William Grebe         | 2  |